# Palazzo Arzaga
Palazzo Arzaga è un palazzo del XVI secolo, situato a Calvagese della Riviera. Si tratta di una dimora rinascimentale con circa 150 ettari di terreno che da residenza di campagna è stata convertita in hotel a 5 stelle.
Nell'intorno è stato costruito nel 1998 l'Arzaga Golf Club e l'edificio ne è diventata la Club House. Nel 2023 in una parte del Palazzo è stato aperto il centro termale "QC Terme Garda".

## Storia
La storia di questo edificio è raccontata dal passaggio di molte proprietà succedutesi nei secoli. Durante il governo veneziano della Riviera Bresciana, nel XVI secolo la proprietà fu di Francesco Roveglio, un milanese residente a Salò. Dopo la sua morte, i figli fecero ricostruire completamente la struttura trasformandolo in una residenza di campagna. Per oltre due secoli, sotto la Famiglia Roveglio il palazzo ebbe il suo periodo di maggior splendore fino al 1813 quando, a causa di debiti, furono costretti a vendere la proprietà.
Dopo una breve parentesi di circa 40 anni, ove la proprietà passò alla Famiglia Forti che peraltro fece costruire il quarto lato (quello che oggi costituisce la facciata principale verso il viale d'accesso), la dimora fu abbandonata fino al 1963 quando divenne proprietà del barone Lanni della Quara. Venne quindi trasformato in hotel e campo da Golf.

## Architettura
Architettonicamente l'edificio si presenta come una massiccia struttura a pianta rettangolare con cortile interno. Ho un portale d'ingresso in pietra bugnata con balcone sorretto da quattro colonne; nella facciata interna, un portico ripartito da colonne appaiate. Imponente è la chiesa costruita dalla Famiglia Roveglio al posto di un vecchio oratorio dedicato a San Martino.
Internamente è ancora possibile osservare spazi che fondono eleganza e fascino: di particolare pregio le colonne sulla facciata principale, lo scalone interno, i soffitti talvolta in legno e talvolta con volte a crociera e botte e gli affreschi originali del XV secolo. In alcuni spazi sono presenti i mobili originali della tenuta.